# Ferrosiliet

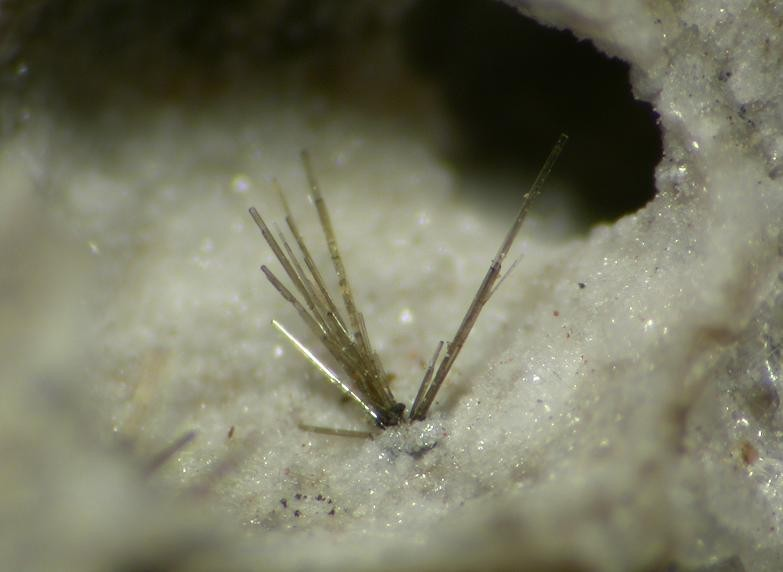

Het mineraal ferrosiliet is een ijzer-inosilicaat, een verbinding van twee inosilicaationen met ijzer met de molecuulformule Fe2+2Si2O6. Het is een pyroxeen en vormt samen met enstatiet een vaste oplossing. Deze vaste oplossing met magnesium en ijzer2+ (Mg,Fe)SiO3 is ook bekend onder de naam hyperstheen, maar die naam is officieel niet meer in gebruik en vervangen door ferrosiliet of enstatiet.
Ferrosiliet is doorzichtig en kleurloos, groen of bruin tot zwart, heeft een glasglans, een vaal bruingrijze streepkleur en de splijting is goed volgens het kristalvlak [210] en voor een deel volgens [100]. Ferrosiliet heeft een massadichtheid van 3,95 kg/dm3 en de hardheid is 5 tot 6. Het kristalstelsel is orthorombisch en het mineraal is niet radioactief. Ferrosiliet is een algemeen voorkomend pyroxeen en komt het meest in stollingsgesteenten voor, die zeer mafisch zijn. Het wordt in Rusland gevonden.
- mindat.org. Ferrosilite.